# Cyrille Zuma
Mamita Zuma, « Cyrille »  (né le 25 novembre 1988) est un entraîneur de football et joueur retraité congolais qui jouait au poste d'avant-centre. Elle a été capitaine de l'équipe nationale féminine de la République Démocratique du Congo  .

## Début de la vie
Zuma est né à Kinshasa.

## Carrière en club
Zuma a débuté en 2003. Elle a joué pour Mbilinga de Matete et Grand Hôtel en République démocratique du Congo, pour La Source et La Colombe en République du Congo, pour Progresso  do Sambizanga en Angola et pour Bayelsa Queens au Nigeria. Elle a eu sa retraite en 2013.

## Carrière internationale
Zuma a été sélectionnée pour la RD Congo au niveau senior lors du Championnat d'afrique  féminin de 2006.,,

### Objectifs internationaux
Les scores et les résultats indiquent que la République Démocratique du Congo a marqué en premier.
| Non. | Date              | Lieu                                      | Adversaire | Score | Résultat | Concours                           | Réf.  |
| ---- | ----------------- | ----------------------------------------- | ---------- | ----- | -------- | ---------------------------------- | ----- |
| 1    | 1er novembre 2006 | Stade du canton d'Oghara, Oghara, Nigéria | Mali       | 1–0   | 2–3      | Championnat d'Afrique féminin 2006 | [ 4 ] |